# Castelnau-Valence
Castelnau-Valence este o comună în departamentul Gard din sudul Franței. În 2009 avea o populație de 382 de locuitori.

## Evoluția populației
| An        | 1975 | 1982 | 1990 | 1999 | 2006 | 2009 |
| --------- | ---- | ---- | ---- | ---- | ---- | ---- |
| Populație | 203  | 256  | 267  | 261  | 299  | 382  |